# Simon Templar
Simon Templar ist der Held einer Kriminalroman-Serie des englischen Schriftstellers Leslie Charteris, die im Original The Saint (Der Heilige) heißt.

## Übersicht
Templar ist bekannt als Der Heilige (The Saint), weil seine Initialen (S.T.) die Abkürzung des englischen Begriffes hierfür sind. Er ist bekannt für seinen Kampf gegen das Böse, aber auch ziemlich berüchtigt für seine Methoden. Als Tarnnamen verwendet Templar unter anderem auch Sebastian Tombs und viele weitere, die sich mit S.T. abkürzen lassen, wie Sullivan Titwillow oder Sugarman Treacle. Templar hat manchmal einen etwas kindischen Sinn für Humor. Ab und zu hinterlässt er Visitenkarten an den Schauplätzen seiner Aktivitäten, die ein Strichmännchen mit einem Heiligenschein zeigen. Dieses wurde zum Logo der Buchserie und auch zum Erkennungszeichen der späteren Fernsehserie in den 1960er Jahren.
Ursprünglich begann Templar seine Karriere als Krimineller, und auch auf Diebstahl wird oft in den Büchern eingegangen. Aus den Texten wird jedoch ersichtlich, dass er sein Einkommen nur aus den Taschen von Bösewichten bezieht, die einen geringeren moralischen Codex als er selbst besitzen. Es gibt einige Geschichten, in denen er eine 10%-Gebühr aus den riesigen Summen seiner Opfer entweder an seine Eigentümer zurückgibt oder an wohltätige Einrichtungen spendet. Zu den „Unwürdigen“, die er bestiehlt, gehören korrupte Politiker, Kriegstreiber und andere Formen kriminellen Lebens. „Er behauptet, ein Robin Hood zu sein“, beschwert sich eines seiner Opfer, „für mich ist er nur ein räuberischer Hund“.
Templar hat mehrere Partner in den Romanen, die jedoch nicht in allen Büchern der Serie auftreten. In den frühesten Geschichten sind, außer Patricia Holm, auch Norman Kent, Archie Sheridan, Roger Conway und Dicky Tremain dabei (eine Figur, die später auch in der Serie Twin Peaks auftaucht – Zufall?). Nachdem diese Nebenfiguren aus den Büchern weggelassen wurden, tauchte ab und zu auch der üble, aber verlässliche Schuft Hoppy Uniatz an der Seite Templars auf.
Von den Gesetzeshütern versucht Inspector Claude Eustace Teal ihn am häufigsten hinter Gittern zu bringen, obwohl beide in späteren Büchern auch ab und zu als Partner gegen die Bösen agieren.
Die Erzählungen der Bücher beginnen in den 1920er-Jahren und werden bis in die 1940er-Jahre fortgesetzt. In den frühen der 45 Bücher sind Templars Handlungen eindeutig illegal, auch wenn sich die Taten, die er begeht, gegen eindeutig bösere Personen als er selbst richten. In den Romanen, die während des Zweiten Weltkrieges spielen, wird Templar, wie viele der anderen fiktiven Buch- und Filmhelden, von der Regierung rekrutiert, um gegen üble Staatsfeinde, Spione etc. zu kämpfen. Der Schreibstil von Charteris ändert sich zu der Zeit ebenfalls, von einem frischen zu einem zynischen Stil. Einige der Geschichten weisen nun sogar Anleihen an Science-Fiction- und Fantasy-Motive auf. Ab 1960 begann sich Charteris langsam aus dem Geschäft zurückzuziehen. Die letzten Romane tragen zwar noch seinen Namen, er schrieb sie aber nicht mehr selbst. Der letzte Roman mit seinem Namen erschien 1973, dennoch erschienen weiter Simon-Templar-Romane, insbesondere nachdem 1997 der Film The Saint mit Val Kilmer erschienen war. Charteris starb 1993.

## The Saint – Die Bücher
Wenn nicht anders angegeben, sind alle Romane von Leslie Charteris. Die meisten Bücher waren Sammlungen von Kurzgeschichten. Verschiedene Geschichten wurden auch unter anderem Titel publiziert über die Jahre. Diese Auflistung stellt die bekanntesten Buchtitel dar.
| Jahr | Deutscher Titel                   | Titel der Erstausgabe (evtl. anderer Autor)                           | Geschichten | Alternativer Titel |
| ---- | --------------------------------- | --------------------------------------------------------------------- | --- | --- |
| 1928 | Begegnungen mit dem Tiger         | Meet the Tiger                                                        | Roman | The Saint Meets the Tiger Crooked Gold The Saint in Danger Scoundrels Ltd. (gekürzte Fassung)                                      |
| 1930 | Kennen Sie den Heiligen?          | The Last Hero                                                         | Roman | The Creeping Death / Sudden Death (in zwei Teilen) The Saint Closes the Case The Saint and the Last Hero                           |
| 1930 | Der Auftritt des Saint            | Enter the Saint                                                       | "The Man Who Was Clever" "The Policeman With Wings" "The Lawless Lady" | - |
| 1930 | Die Rache des 'Heiligen'          | Knight Templar                                                        | Roman | The Avenging Saint |
| 1931 | -                                 | Featuring the Saint                                                   | "The Logical Adventure" "The Wonderful War" "The Man Who Could Not Die" | - |
| 1931 | Alias the Saint                   | Alias the Saint                                                       | "Story of a Dead Man" "The Impossible Crime" "The National Debt" | - |
| 1931 | Der 'Heilige' und die Dame Jill   | She Was a Lady                                                        | Roman | Number One / The Second Victim / The Third Victim (in drei Teilen) The Saint Strikes Back The Saint Meets His Match Angels of Doom |
| 1931 | -                                 | Wanted for Murder                                                     | US-Ausgabe, enthält Featuring the Saint und Alias the Saint | The Saint Wanted for Murder |
| 1932 | Der 'Heilige' gegen Scotland Yard | The Holy Terror                                                       | "The Inland Revenue" "The Million Pound Day" "The Melancholy Journey of Mr. Teal" | The Saint Vs. Scotland Yard |
| 1932 | Der 'Heilige' kommt davon         | Getaway                                                               | Roman | The Saint's Getaway The Property of the Deceased / Two Men From Munich (in zwei Teilen)                                            |
| 1933 | Der 'Heilige' und Mr Teal         | Once More the Saint                                                   | "The Gold Standard" "The Man From St. Louis" "The Death Penalty" | The Saint and Mr. Teal |
| 1933 | Der Heilige ist schlauer          | The Brighter Buccaneer                                                | "The Brain Workers" "The Export Trade" "The Tough Egg" "The Bad Baron" "The Brass Buddha" "The Perfect Crime" "The Unpopular Landlord" "The New Swindle" "The Five Thousand Pound Kiss" "The Blind Spot" "The Unusual Ending" "The Unblemished Bootlegger" "The Appalling Politician" "The Owner's Handicap" "The Green Goods Man"                                             | - |
| 1934 | Der 'Heilige' in London           | The Saint in London                                                   | "The Simon Templar Foundation" "The Higher Finance" "The Art of Alibi" | The Misfortunes of Mr. Teal The Saint in England                                                                                   |
| 1934 | Der 'Heilige' greift ein          | Boodle                                                                | "The Ingenious Colonel" "The Unfortunate Financier" "The Newdick Helicopter" "The Prince of Cherkessia" "The Treasure of Turk's Lane" "The Sleepless Knight" "The Noble Sportsman" "The Damsel in Distress" "The Loving Brothers" "The Tall Timber" "The Art Photographer" "The Man Who Liked Toys" "The Mixture as Before" "The Uncritical Publisher" (nur in der US-Ausgabe) | The Saint Intervenes (US-Ausgabe)                                                                                                  |
| 1934 | Der 'Heilige' macht weiter        | The Saint Goes On                                                     | "The High Fence" "The Elusive Ellshaw" "The Case of the Frightened Innkeeper" | - |
| 1935 | Der 'Heilige' in New York         | The Saint in New York                                                 | Roman | - |
| 1936 | Der 'Heilige' über Bord           | The Saint Overboard                                                   | Roman | The Pirate Saint |
| 1937 | -                                 | The Ace of Knaves                                                     | "The Spanish War" "The Unlicensed Victuallers" "The Beauty Specialist" | The Saint in Action (US-Titel) |
| 1937 | -                                 | Thieves' Picnic                                                       | Roman | The Saint Bids Diamonds The Saint at the Thieves' Picnic                                                                           |
| 1938 | -                                 | Prelude for War                                                       | Roman | The Saint Plays with Fire The Saint and the Sinners                                                                                |
| 1939 | -                                 | Follow the Saint                                                      | "The Miracle Tea Party" "The Invisible Millionaire" "The Affair of Hogsbotham" | - |
| 1939 | -                                 | The First Saint Omnibus                                               | Zusammenstellung verschiedener Kurzgeschichten | Arrest the Saint |
| 1939 | -                                 | The Happy Highwayman                                                  | "The Man Who Was Lucky" "The Smart Detective" "The Wicked Cousin" "The Well-Meaning Mayor" "The Benevolent Burglary" "The Star Producers" "The Charitable Countess" "The Mug's Game" "The Man Who Liked Ants" | - |
| 1940 | -                                 | The Saint in Miami                                                    | Roman | - |
| 1942 | -                                 | The Saint Goes West                                                   | "Arizona" "Palm Springs" "Hollywood" | - |
| 1942 | -                                 | The Saint Two in One                                                  | Zusammenstellung verschiedener Kurzgeschichten | - |
| 1943 | -                                 | The Saint Steps In                                                    | Roman | - |
| 1943 | -                                 | The Saint at Large                                                    | Zusammenstellung verschiedener Kurzgeschichten | - |
| 1944 | -                                 | The Saint on Guard                                                    | "The Black Market" "The Sizzling Saboteur" | - |
| 1945 | -                                 | Paging the Saint                                                      | Zusammenstellung verschiedener Kurzgeschichten | - |
| 1946 | -                                 | The Saint Sees It Through                                             | Roman | - |
| 1948 | -                                 | Call for the Saint                                                    | "The King of the Beggars" "The Masked Angel" | - |
| 1948 | -                                 | Saint Errant                                                          | "Judith: The Naughty Niece" "Iris: The Old Routine" "Lida: The Foolish Frail" "Jeannine: The Lovely Sinner" "Lucia: The Homecoming of Amadeo Urselli" "Teresa: The Uncertain Widow" "Luella: The Saint and the Double Badger" "Emily: The Doodlebug" "Dawn: The Darker Drink"                                                                                                  | - |
| 1951 | -                                 | The Second Saint Omnibus                                              | Zusammenstellung zuvor unveröffentlichter Geschichten | - |
| 1953 | -                                 | The Saint in Europe                                                   | "Paris: The Covetous Headsman" "Amsterdam: The Angel's Eye" "The Rhine: The Rhine Maiden" "Tirol: The Golden Journey" "Lucerne: The Loaded Tourist" "Jaune-les-Pins: The Spanish Cow" "Rome: The Latin Touch" | - |
| 1955 | -                                 | The Saint on the Spanish Main                                         | "Bimini: The Effete Angler" "Nassau: The Arrow of God" "Jamaica: The Black Commissar" "Puerto Rico: The Unkind Philanthropist" "Virgin Islands: The Old Treasure Story" "Haiti: The Questing Tycoon" | - |
| 1956 | -                                 | The Saint Around the World                                            | "Bermuda: The Patient Playboy" "England: The Talented Husband" "France: The Reluctant Nudist" "Middle East: The Lovelorn Sheik" "Malaya: The Pluperfect Lady" "Vancouver: The Sporting Chance" | - |
| 1957 | -                                 | Thanks to the Saint                                                   | "The Bunco Artists" "The Happy Suicide" "The Good Medicine" "The Unescapable Word" "The Perfect Sucker" "The Careful Terrorist" | - |
| 1958 | -                                 | Señor Saint                                                           | "The Pearls of Peace" "The Revolution Market" "The Romantic Matron" "The Golden Frog" | - |
| 1958 | -                                 | Concerning the Saint                                                  | Zusammenstellung verschiedener Kurzgeschichten | - |
| 1959 | -                                 | The Saint to the Rescue                                               | "The Ever-Loving Spouse" "The Fruitful Land" "The Percentage Player" "The Water Merchant" "The Gentle Ladies" "The Element of Doubt" | - |
| 1959 | -                                 | The Saint Cleans Up                                                   | Zusammenstellung verschiedener Kurzgeschichten | - |
| 1962 | -                                 | Trust the Saint                                                       | "The Helpful Pirate" "The Bigger Game" "The Cleaner Care" "The Intemperate Reformer" "The Uncured Ham" "The Convenient Monster" | - |
| 1963 | -                                 | The Saint in the Sun                                                  | "Cannes: The Better Mousetrap" "St. Tropez: The Ugly Impresario" "England: The Prodigal Miser" "Nassau: The Fast Women" "Florida: The Jolly Undertaker" "Lucerne: The Russian Prisoner" "Provence: The Hopeless Heiress" | - |
| 1964 | -                                 | Vendetta for the Saint (Harry Harrison)                               | Roman | - |
| 1968 | -                                 | The Saint on TV (Fleming Lee, John Kruse)                             | "The Death Game" "The Power Artist" | - |
| 1968 | -                                 | The Saint Returns (Fleming Lee, John Kruse, D.R. Motton, Leigh Vance) | "The Dizzy Daughter" "The Gadget Lovers" | - |
| 1968 | -                                 | The Saint and the Fiction Makers (Fleming Lee, John Kruse)            | Roman | - |
| 1969 | -                                 | The Saint Abroad (Fleming Lee, Michael Pertwee)                       | "The Art Collectors" "The Persistent Patriots" | - |
| 1970 | -                                 | The Saint in Pursuit (Fleming Lee, Leslie Charteris)                  | Roman | - |
| 1971 | -                                 | The Saint and the People Importers (Fleming Lee, Leslie Charteris)    | Roman | - |
| 1974 | -                                 | Saints Alive                                                          | Zusammenstellung verschiedener Kurzgeschichten | - |
| 1975 | -                                 | Catch the Saint (Fleming Lee, Norman Worker)                          | "The Masterpiece Merchant" "The Adoring Socialite" | - |
| 1976 | -                                 | The Saint and the Hapsburg Necklace (Christopher Short)               | Roman | - |
| 1977 | -                                 | Send for the Saint (Peter Bloxsom, John Kruse, Donald James)          | "The Midas Double" "The Pawn Gambit" | - |
| 1978 | -                                 | The Saint in Trouble (Graham Weaver, John Kruse, Terence Feely)       | "The Imprudent Professor" "The Red Sabbath" | - |
| 1979 | -                                 | The Saint and the Templar Treasure (Graham Weaver, Donne Avenell)     | Roman | - |
| 1979 | -                                 | The Saint: Good as Gold                                               | Zusammenstellung verschiedener Kurzgeschichten | - |
| 1980 | -                                 | Count on the Saint (Graham Weaver, Donne Avenell)                     | "The Pastors' Problem" "The Unsaintly Santa" | - |
| 1982 | -                                 | The Fantastic Saint                                                   | Zusammenstellung zuvor unveröffentlichter Geschichten | - |
| 1983 | -                                 | Salvage for the Saint (Peter Bloxsom, John Kruse)                     | Roman | - |
| 1997 | -                                 | The Saint (Burl Barer, Jonathan Hensleigh)                            | Romanfassung des Filmstoffes | - |
| 1997 | -                                 | Capture the Saint (Burl Barer)                                        | Roman | - |

Die meisten Geschichten wurden früher oder später auch noch unter anderen Titeln wiederveröffentlicht.
Zusätzlich soll Charteris auch einige Romane auf Französisch geschrieben haben, die noch nicht auf Englisch erschienen sind.

## Verfilmungen
Simon Templar ist in mehreren Filmen in den 1930er- und 1940er-Jahren der Held gewesen, oft dargestellt von George Sanders. In den 1960er-Jahren wurde er bekannt als Held der 118-teiligen Fernsehserie Simon Templar (The Saint), dargestellt von Roger Moore. Templar fuhr in dieser Serie einen Volvo P1800 mit dem Kennzeichen ST1. Von den Buchcharakteren überlebte in dieser Serie auch Inspektor Claude Eustace Teal, der Pastillen lutschend vom späteren Long John Silver Ivor Dean dargestellt wurde.
Nach dieser Serie gab es einige andere Schauspieler, die Templar meist weniger erfolgreich darstellten. Am ehesten gelungen war die Darstellung von Ian Ogilvy in der 15-teiligen Fernsehserie Simon Templar – Ein Gentleman mit Heiligenschein (Return of the Saint) Ende der 1970er-Jahre (nach Meinungen von Fans sogar besser als Roger Moore).
1978 gab es einen Pilot-Film für ein Projekt The Saint in Manhattan mit dem Schauspieler Andrew Clarke, der mit seinem Schnauzbart wie eine Imitation von Thomas Magnum (Tom Selleck) aussah. Der Pilot-Film war dann aber auch schon alles. 1989 wurden dann sechs Simon Templar-Folgen in England mit dem Schauspieler Simon Dutton gedreht.
Der Kinofilm von 1997 mit Val Kilmer entfernte sich dann entschieden von den Romanstoffen und präsentierte einen reinen Action-Film. Während sich Templar in den Romanen verschiedene Pseudonyme mit S.T. zulegte, musste Kilmer unter verschiedenen Heiligennamen auftreten, um den Titel The Saint zu rechtfertigen.
2017 erschien mit The Saint mit Adam Rayner (Tyrant) in der Titelrolle eine weitere Adaption. Dieser Film sollte ursprünglich als Pilot einer möglichen Serie dienen, die allerdings nicht in Produktion ging. Daher erschien er am 11. Juli 2017 nur digital auf Netflix.

### Fernsehserien
- Simon Templar (OT: The Saint; 1962–1969), 118 Episoden mit Roger Moore zu je 50 Minuten, 1962–1965 noch in schwarz/weiß, ab der fünften Staffel in Farbe.
- Simon Templar – Ein Gentleman mit Heiligenschein (OT: Return of the Saint; 1978–1980), 24 Episoden mit Ian Ogilvy zu je 50 Minuten.

### Filme mit und Darsteller von Simon Templar
- The Saint in New York (1938 – Louis Hayward)
- The Saint Strikes Back (1939 – George Sanders)
- The Saint in London (1939 – Sanders)
- The Saint's Double Trouble (1940 – Sanders)
- The Saint Takes Over (1940 – Sanders)
- The Saint in Palm Springs (1941 – Sanders)
- The Saint Meets the Tiger (1941 – Hugh Sinclair)
- The Saint's Vacation (1941 – Sinclair)
- The Saint's Return (Todesroulette, 1953 – Hayward)
- Le Saint mène la danse (Inspektor Kent jagt flotte Puppen, 1960 – Félix Marten)
- Le Saint prend l'affut (Der Lord mit der MP, 1966 – Jean Marais)
- The Fiction Makers (Hermetico – Die unsichtbare Region, 1967 – Roger Moore) – auch als Doppelfolge der Fernsehserie The Saint veröffentlicht
- Vendetta for the Saint (Simon Templar und die sizilianische Mafia, 1968 – Roger Moore) – auch als Doppelfolge der Fernsehserie The Saint veröffentlicht
- The Saint and the Brave Goose (1979 fürs Fernsehen – Ian Ogilvy) – aus einer Doppelfolge der Fernsehserie Return of the Saint zusammengestellt
- The Saint in Manhattan (1987 fürs Fernsehen – Andrew Clarke)
- The Saint: The Brazilian Connection (Simon Templar: Babyhandel, 1989 fürs Fernsehen – Simon Dutton)
- The Saint: The Blue Dulac (Simon Templar: Jagd nach heißen Steinen, 1989 fürs Fernsehen – Dutton)
- The Saint: Fear in Fun Park (Simon Templar: Tod im Vergnügungspark, 1989 fürs Fernsehen – Dutton)
- The Saint: Wrong Number (Simon Templar: Tod in Zimmer 423, 1989 fürs Fernsehen – Dutton)
- The Saint: The Big Bang (Simon Templar: Das Projekt Omega, 1989 fürs Fernsehen – Dutton)
- The Saint: The Software Murders (Simon Templar: Computer-Killer, 1989 fürs Fernsehen – Dutton)
- The Saint (The Saint – Der Mann ohne Namen, 1997 – Val Kilmer)
- The Saint (2017 fürs Fernsehen – Adam Rayner)

## Comics
Die ersten gezeichneten täglichen Strips wurden, beginnend am 27. September 1948, in amerikanischen Zeitungen veröffentlicht.
1967 veröffentlichte der Bildschriftenverlag vier Comics im deutschsprachigen Raum.